# Hrabstwo Kosciusko

Piramida wieku hrabstwa

Hrabstwo Kosciusko (ang. Kosciusko County) – hrabstwo położone w stanie Indiana w Stanach Zjednoczonych. Zostało założone w 1836 roku, jego nazwa została nadana na cześć Tadeusza Kościuszki. Stolica hrabstwa znajduje się w mieście Warsaw. Hrabstwo zajmuje powierzchnię lądową 1 392,12 km². Według szacunków US Census Bureau w roku 2010 miało 77 358 mieszkańców.

## Największe miasta
- Burket
- Claypool
- Etna Green
- Leesburg
- Mentone
- Milford
- North Webster
- Pierceton
- Sidney
- Silver Lake
- Syracuse
- Warsaw
- Winona Lake